# André Breitenreiter
André Breitenreiter (* 2. Oktober 1973 in Langenhagen) ist ein deutscher Fußballtrainer und ehemaliger Fußballspieler. Er erzielte in 144 Bundesligaspielen für den Hamburger SV, den VfL Wolfsburg und die SpVgg Unterhaching 28 Tore. Als Trainer führte er den SC Paderborn auf seiner ersten Station im Profifußball im Jahr 2014 in die Bundesliga. 2015/16 war er Chefcoach beim FC Schalke 04 und zwischen 2017 und 2019 bei der Profimannschaft von Hannover 96. Ab Juli 2021 war Breitenreiter Trainer des Schweizer Superligisten FC Zürich und wurde in seiner ersten Saison Schweizer Meister. Anschließend trainierte er bis Anfang Februar 2023 die TSG 1899 Hoffenheim und übernahm ein Jahr später Huddersfield Town. Von Januar bis April 2025 war er zum zweiten Mal in seiner Karriere Cheftrainer von Hannover 96.

## Spielerkarriere

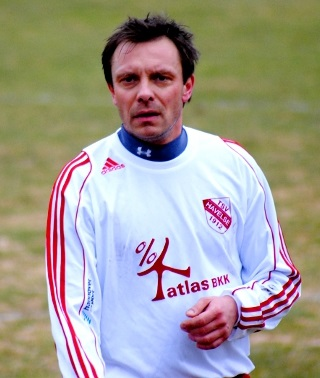
Breitenreiter als Spieler des TSV Havelse (2009)

Als Vierjähriger begann Breitenreiter bei Borussia Hannover mit dem Fußballspielen und spielte dort bis 1984. Danach wechselte er zum Hannoverschen SC, bevor er 1986 bei Hannover 96 in die Jugendmannschaft aufgenommen wurde. 1991 folgte die Berufung in die Zweitligamannschaft, mit der er 1992 den DFB-Pokal gewann. In seiner Zeit bei Hannover 96 nahm er 1993 an der U-20-WM in Australien und an der Junioren-EM 1990 und 1991 teil. 1994 wechselte er in die Bundesliga zum Hamburger SV und kam über Wolfsburg, Unterhaching, den Oberligisten SC Langenhagen und Hessen Kassel schließlich zum Regionalligisten Holstein Kiel, bei dem er Mannschaftskapitän war. Nach dem Kieler Abstieg in die Oberliga Nord stand Breitenreiter ab Sommer 2007 beim Ligakonkurrenten BV Cloppenburg unter Vertrag, mit dem ihm ein Jahr später die Qualifikation für die Fußball-Regionalliga West gelang. In der darauffolgenden Saison konnte er den Klassenerhalt mit Cloppenburg nicht erreichen. Im Juli 2009 wechselte er zum TSV Havelse in die Oberliga Niedersachsen-West. Er beendete seine Spielerkarriere im Sommer 2010 mit dem Meistertitel und dem Aufstieg in die Regionalliga Nord.

## Trainerkarriere
Breitenreiter besitzt seit dem 24. September 2009 die Trainer-A-Lizenz. Er arbeitete zunächst als Scout für den 1. FC Kaiserslautern. Am 2. Januar 2011 trat er seine erste Trainerstation beim TSV Havelse in der Regionalliga Nord an, obwohl er dem TSV-Geschäftsführer Stefan Pralle zuerst abgesagt hatte. Er übernahm seine ehemaligen Mitspieler in der Winterpause mit 11 Punkten abgeschlagen auf dem letzten Tabellenplatz und führte sie mit 24 Punkten in der Rückserie zum Klassenerhalt. In der Saison 2011/12 führte er die Mannschaft in die Spitzengruppe der Regionalliga-Nord auf Platz 5. Erstmals in der Vereinsgeschichte gewann man den NFV-Pokal, der zur Teilnahme am DFB-Pokal berechtigte. In der Saison 2012/13 wurde in der 1. DFB-Pokalrunde der Bundesligist 1. FC Nürnberg mit 3:2 n. V. besiegt. In der 2. Runde musste man sich dem VfL Bochum mit 1:3 geschlagen geben. In der Liga belegte die Mannschaft, die nach wie vor aus reinen Amateuren bestand, den zweiten Platz, so dass der Verein die Lizenzunterlagen für einen möglichen Aufstieg in die 3. Liga einreichte.
Am 27. März 2013 schloss Breitenreiter den Lehrgang zum Fußballlehrer an der DFB-Sporthochschule als Drittbester des Jahrgangs ab. Der SC Paderborn 07 verpflichtete ihn zur Saison 2013/14 als Cheftrainer. Nach anfänglichen Schwierigkeiten führte er den SCP erstmals in dessen Vereinsgeschichte in die Fußball-Bundesliga. Nach einem Jahr stieg der Verein mit Breitenreiter wieder in die 2. Bundesliga ab.
Zur Saison 2015/16 wurde Breitenreiter als Nachfolger von Roberto Di Matteo Cheftrainer beim FC Schalke 04; sein Vertrag hatte eine Laufzeit bis zum 30. Juni 2017. Am 14. Mai 2016 verkündete er im Rahmen eines Interviews vor dem letzten Saisonspiel gegen TSG 1899 Hoffenheim seine vorzeitige Freistellung. Diese sei ihm unter der Woche vom neuen Sport-Vorstand Christian Heidel in einem Telefonat mitgeteilt worden, obwohl Heidel die Position erst am 15. Mai 2016 übernehmen sollte. Mit Schalke 04 erreichte Breitenreiter den fünften Tabellenplatz in der Bundesliga und die Zwischenrunde der Europa League.
Am 20. März 2017 stellte Zweitligist Hannover 96 Breitenreiter als Nachfolger des beurlaubten Cheftrainers Daniel Stendel vor. Am Ende der Saison 2016/17 stieg er mit Hannover 96 als Zweitliga-Vizemeister in die Bundesliga auf. In der Saison 2017/18 hielt er mit der Mannschaft die Klasse. Am 27. Januar 2019 wurde Breitenreiter nach einer 1:5-Niederlage im Bundesligaspiel gegen Borussia Dortmund entlassen. Hannover 96 stand seit sieben Spieltagen auf einem Abstiegsplatz.
Anschließend kümmerte sich Breitenreiter nach dem Tod seiner Mutter um seinen dementen Vater.
Zur Saison 2021/22 übernahm Breitenreiter das Training des Schweizer Superligisten FC Zürich als Nachfolger von Massimo Rizzo. Er unterzeichnete beim Vorjahres-Achten einen bis zum 30. Juni 2023 laufenden Vertrag und gewann mit der Mannschaft 2022 die Schweizer Meisterschaft. Anschließend verließ er den FC Zürich vorzeitig.
Zur Saison 2022/23 kehrte Breitenreiter in die Bundesliga zurück und übernahm die TSG 1899 Hoffenheim als Nachfolger von Sebastian Hoeneß. Er unterschrieb einen bis zum 30. Juni 2024 laufenden Vertrag. Anfang Februar 2023 wurde er bereits wieder freigestellt, nachdem die Mannschaft in 9 Ligaspielen in Folge sieglos geblieben war (7 Niederlagen, 2 Unentschieden). Durch die Negativserie stand man nach dem 19. Spieltag mit 19 Punkten auf dem 14. Platz und hatte nur 3 Punkte Vorsprung auf den Relegationsplatz und 5 Punkte Vorsprung auf einen direkten Abstiegsplatz. Hinzu kam noch das Achtelfinal-Aus im DFB-Pokal.
Am 15. Februar 2024 übernahm er den englischen Zweitligisten Huddersfield Town. Im Abstiegskampf unter Breitenreiter konnte der Verein nur zwei von 13 Ligaspielen gewinnen. Nach dem Abstieg in die EFL League One trennten sich der Verein und der Trainer Anfang Mai 2024 wieder.
Anfang Januar 2025 kehrte Breitenreiter mit dem Beginn der Wintervorbereitung als Nachfolger von Stefan Leitl zu Hannover 96 zurück. Die Hannoveraner standen nach der Hinrunde der Saison 2024/25 mit 27 Punkten auf dem 7. Platz der 2. Bundesliga und hatten zwei Punkte Rückstand auf einen Aufstiegsplatz. Nach 16 Punkten aus 13 Spielen (drei Siege, sieben Unentschieden, drei Niederlagen) und zuletzt drei Niederlagen in Folge trennte sich der Verein Ende April 2025 wieder von ihm. Hannover 96 war vier Spieltage vor dem Saisonende auf dem 10. Platz zurückgefallen und hatte sechs Punkte Rückstand auf den Relegationsplatz.

## Erfolge

### Als Spieler
Verein
- Deutscher Pokalsieger: 1992 (Hannover 96)
- Schleswig-holsteinischer Pokalsieger (2): 2005, 2007 (beide Holstein Kiel)

Auszeichnungen
- Niedersachsens Fußballer des Jahres: 1993

### Als Trainer
- Schweizer Meister: 2022 (FC Zürich)
- Aufstieg in die Bundesliga (2): 2014 (SC Paderborn 07), 2017 (Hannover 96)
- Niedersachsenpokalsieger: 2012 (TSV Havelse)